# Sophora chrysophylla
Sophora chrysophylla là một loài thực vật có hoa trong họ Đậu. Loài này được (Salisb.) Seem. miêu tả khoa học đầu tiên.

## Hình ảnh

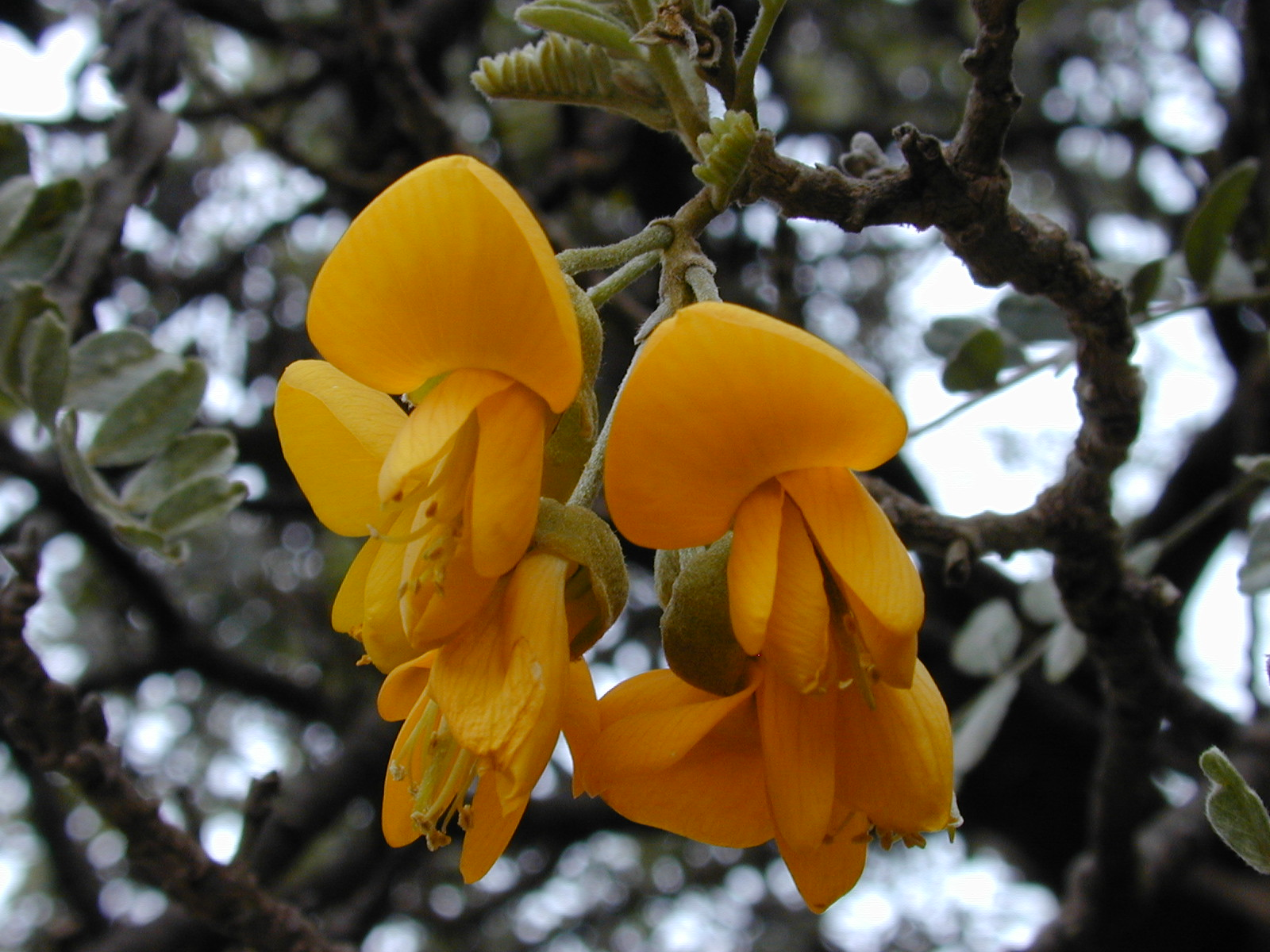
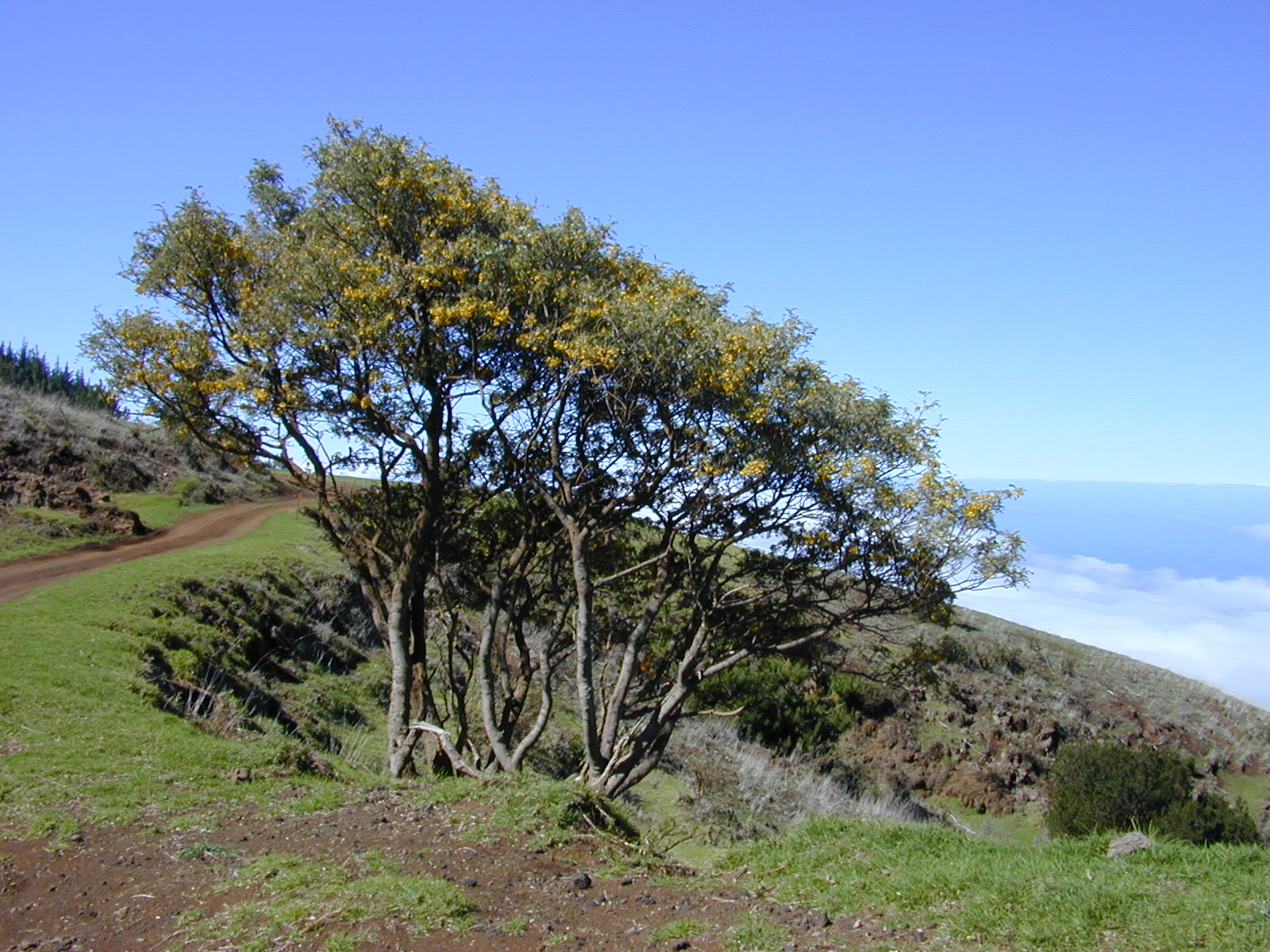
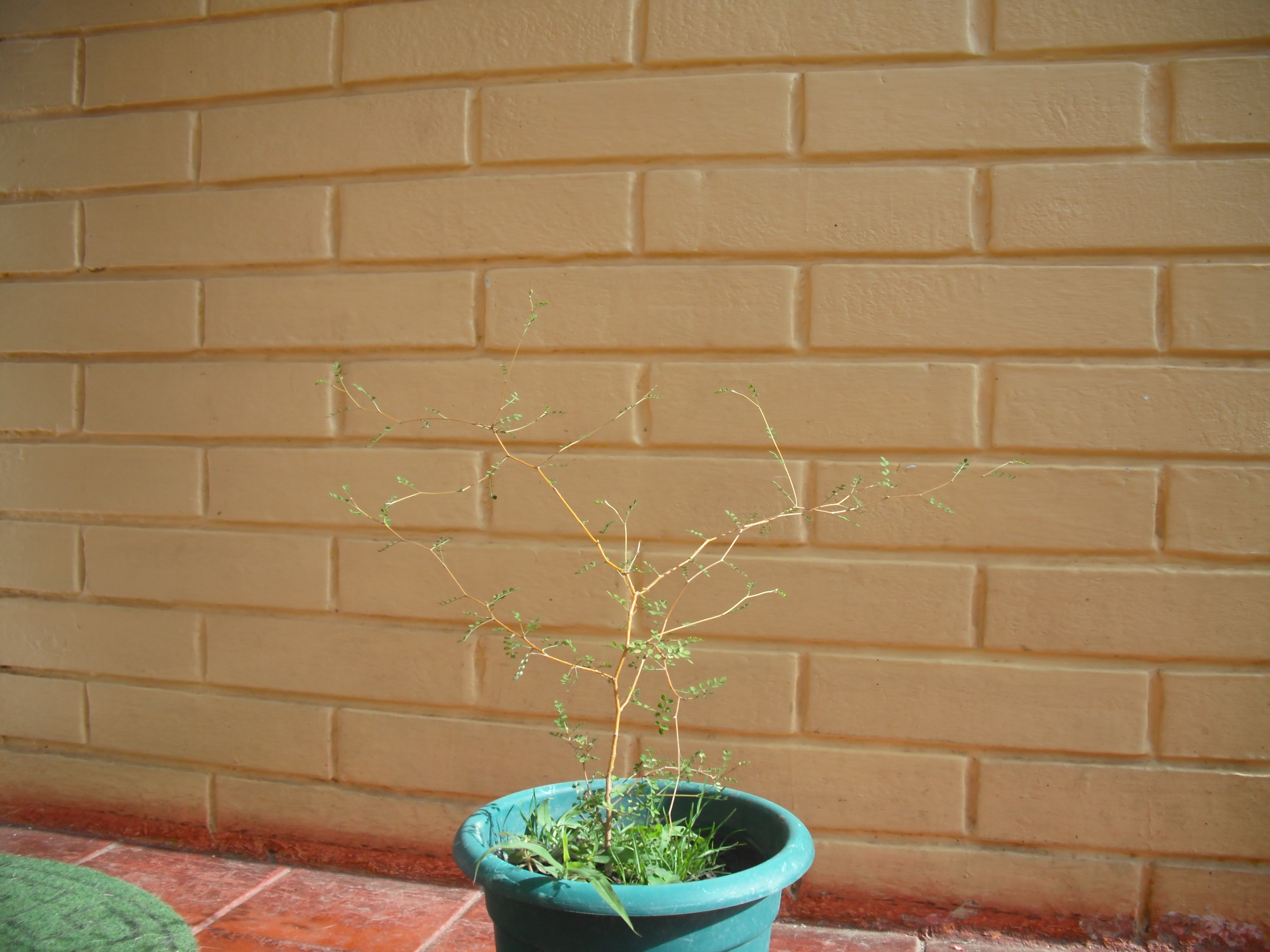
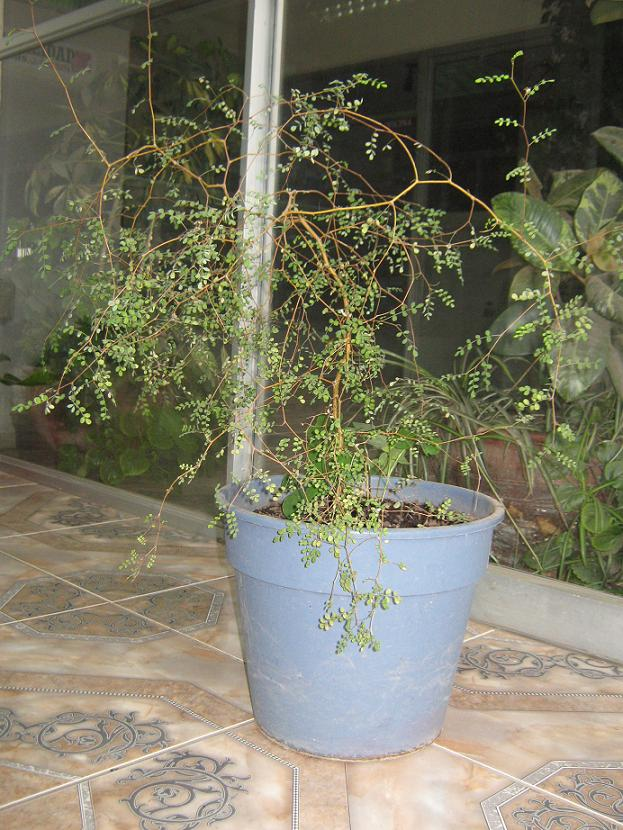